# Route Saint-Hubert
La route Saint-Hubert est une voie située dans le 12e arrondissement de Paris, en France.

## Situation et accès
Cette voie de communication croise la route Dauphine puis la route de Bourbon, et marque le début de la route du Pesage.

## Origine du nom

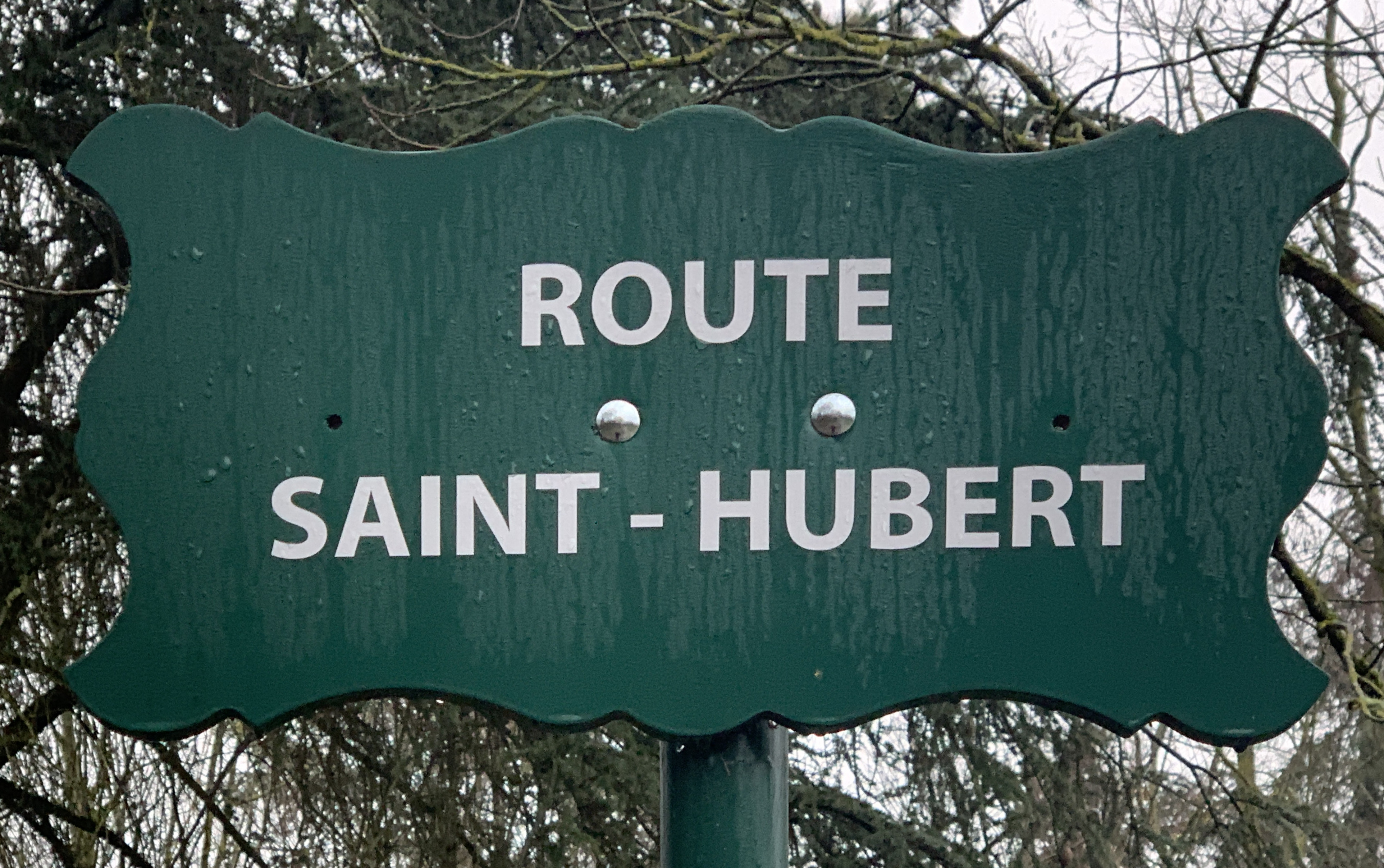
Plaque de la route.

Son nom qui est celui du Saint patron des chasseurs rappelle que le bois de Vincennes était un terrain de chasses royal.

## Historique
La route est une partie d'une allée du réseau aménagé sur un projet de Robert de Cotte lors de la replantation du bois en 1731. Elle était nommée route des quatre carrefours et s'étendait sur la largeur du parc au delà du grand carrefour au sud de l'allée royale à l'ouest et du rond-point de Mortemart à l'est. Elle a disparu après 1855 à l'intérieur du champ de manœuvres créé dans la partie centrale du bois et a été retracée dans les années 1980 après le départ de l'armée.